# 過リン酸石灰
過リン酸石灰（かリンさんせっかい）とは、リン酸肥料の一種。過石と略称される。灰褐色に見える粉末状の物質である。

## 歴史
1840年、化学肥料の父とも言われるリービッヒが従来肥料として使われていた骨粉に硫酸を作用させると肥料としての能力が増すことに気づく。なお、骨の主成分はリン酸カルシウム Ca3(PO4)2である。1841年には植物の成長にリンが必須であることを証明している。これを受けて農学者のユリウス・クーンが1850年に少量の過リン酸石灰の合成に成功している。
ほぼ同時期、イギリスでもウィリアム・バックランドが糞石と硫酸の化合物で植物の成長を促進できることを発見し、土壌中の無機物が植物の生育に欠かせないことを示した。ジョン・ベネット・ローズは、ジョセフ・ヘンリー・ギルバートの協力を得て肥料の工業化を試み、早くも1843年にはリン鉱石に硫酸を加える肥料工場をロンドン近郊に建設した。
日本国内では1886年に高峰譲吉がローズの設備を再現しようと試み、1888年から量産が始まっている。

## 成分
過リン酸石灰は純物質ではなく、第一リン酸カルシウム Ca(H2PO4)2·H2O と硫酸カルシウム（石膏） CaSO4 の混合物である。第一リン酸カルシウムの水に対する溶解度は1.8gである。
肥料として使われる場合は,全リン酸として16～20重量%、後ほど説明する水溶性リン酸を13%以上含んでいなければならない。硫酸カルシウムは60重量%程度含まれる。

## 製法
粉末状に粉砕したリン鉱石に硫酸を作用することで製造する。
{\displaystyle {\ce {Ca3(PO4)2\ +2H2SO4\ +4H2O->Ca(H2PO4)2\ +2CaSO4\cdot 2H2O}}}

## 生産量・消費量
第二次世界大戦以前は、リン酸肥料とは、ほぼ過リン酸石灰を指していた。しかしながら、その後、尿素リン安、リン硝安などに生産が移行し、過リン酸石灰の生産量は減少している。以下に2001年現在の総リン酸肥料の生産量を示す。全世界の生産量は3354万トンであった（以下、国連食糧農業機関の統計資料 FAO Production Yearbook 2002による）。
1. アメリカ合衆国 - 22.8% 764万トン
2. 中華人民共和国 - 22.2%
3. インド - 11.5%
4. ロシア - 7.2%
5. ブラジル - 4.3%

全世界の消費量は、生産量と全く同じ数値である。日本国の消費量は第10位であり、全世界の消費量の1.5%を占める51万トンだった。
1. 中華人民共和国 -26.9%
2. インド - 13.3%
3. アメリカ合衆国 - 12.7%
4. ブラジル - 7.5%
5. オーストラリア - 3.6%

最も重要な肥料は、窒素肥料、リン酸肥料、カリ肥料の3種類である。消費量の推移を計測すると、窒素肥料はほぼ右肩上がりで消費が伸びており、2001年時点で8000万トンを超えている。しかし、リン酸肥料とカリ肥料は横ばいである。リン酸肥料の全世界の消費量は1970年時点で2000万トン、1990年に4000万トン弱を記録し、これが最高値になっている。

## 性質、施肥方法
元肥、追肥のいずれでも用いられる。
主成分が水溶性であるため速効性がある。
その反面、日本列島の土壌（特に酸性土壌、火山灰土壌）内に多い成分、特に火山灰起源の土壌に多く含まれるアロフェンと呼ばれる球状結晶の形態を持つ粘土鉱物とリン酸が強固に結合し易い。アロフェンと結合したリン酸は、植物の根毛の有機酸分泌によっても、イオン交換での解離が不能になるために、植物が吸収できない形態に変化しやすい。アロフェンとリン酸の結合を防ぐには、堆肥などの有機質肥料や土壌改良剤と一緒に施肥し、土壌微生物の菌体に速やかに吸収させたり、有機物との化合物を形成させ、土壌の粘土鉱物と接触しないようにするとよい。こうした形状のリン酸は、植物の根と共生し、菌根形成する菌類によって分解吸収され、植物の根に移送されると考えられている。アロフェン以外の板状結晶の粘土鉱物の場合、結合して保持されたリン酸は、植物の根毛から分泌される有機酸によるイオン交換反応で容易に解離して植物に吸収される。ただし、土壌中に供与されたリン酸の多くは速やかに土壌微生物の体内に取り込まれたり土壌有機物と反応して結合するため、植物と菌根を形成する菌類の機能は火山灰起源の土壌以外でも重要である。
また、副成分の石膏は、硫黄、石灰分としての肥効が期待できる。